# Lui-Lui
「Lui-Lui」（ルイ-ルイ）は、1977年7月5日に発売された太川陽介の3枚目のシングル。

## 解説
本楽曲はオリコンチャートにおいて週間最高では38位、6.3万枚のセールスを記録、太川自身最大のヒット曲である。1977年12月大晦日に放映の「第19回日本レコード大賞」など新人賞を多数受賞した。その後も懐メロ番組などで、太川自身の代表曲として同曲を歌唱披露している。
明るい曲調に太川自ら軽やかなステップを踏み、「ルイ・ルイ!」と叫ぶ歌詞に合わせて右手を「おいでおいで」のようにする振り付けが特徴であり、同ポーズはタレント転向後の太川のトレードマークにもなった。ただし、当初の振り付けは「待て」のようなものであった。振付師は西条満。
レコードでの歌唱にはなかったが、実演の際には曲の最後に再度「ルイ・ルイ!」の台詞をつける。

## 収録曲
- 両楽曲共に、作詞：石原信一／作曲・編曲：都倉俊一

1. Lui-Lui（3分35秒）
2. 銀の糸（3分42秒）

## 収録アルバム
- ゴールデン☆ベスト 太川陽介（2007年9月21日発売　ビクターエンタテインメント　VICL-62587　SHM-CD:VODL-40448） ※「Lui-Lui」、「銀の糸」共に収録。
- 時の旅人（2014年9月24日発売　ビクターエンタテインメント　VICL-64225）※「Lui-Lui」のみ収録。
- サンライズ・ベスト〈プレミアム〉（2019年3月6日発売　ビクターエンタテインメント　VIZL-1543）※「Lui-Lui」のみ収録。